# Memnón de Rodas
Memnón de Rodas (hacia el 380 a. C.-333 a. C.), mercenario griego al servicio primero del sátrapa persa de la Frigia Helespóntica Artabazo II, y posteriormente adversario de Alejandro Magno.

## Contexto histórico
La carrera del rodio Memnón como líder mercenario estuvo ligada al principio con la de su hermano Mentor. Ambos sirvieron al sátrapa persa de la Frigia Helespóntica, Artabazo II. Por razones desconocidas, Artabazo se rebeló en el 358 a. C. contra su rey, el aqueménida Artajerjes III. Memnón y su hermano Mentor estaban al frente del ejército rebelde. A modo de alianza, Artabazo tomó por esposa a la hermana de los rodios, y Mentor a su vez, se casó con la hija de Artabazo, Barsine. Este matrimonio no se consumó aún, ya que Barsine era todavía muy joven. Los dos rodios recibieron también tierras en la Tróade.

## Al servicio de Artabazo
A pesar de que Mentor y Memnón eran militares muy hábiles y que fueron ayudados por un contingente tebano, fueron incapaces de repeler al ejército persa enviado para la ocasión por Artajerjes en los primeros meses del 354 a. C. Artabazo y su familia huyeron a la corte del rey macedonio Filipo II de Macedonia, donde el rey les invitó a quedarse tanto tiempo como desearan. Allí conocieron al joven príncipe Alejandro y al filósofo Aristóteles. Memnón se exilió con ellos pero Mentor prefirió marchar a Egipto para continuar con su vida de mercenario.
Al cabo de un tiempo Mentor se las arregló para hacerse perdonar por Artajerjes III y por ganarse su confianza hasta tal punto que fue nombrado comandante supremo de las fuerzas persas en el oeste (Asia Menor). Como recompensa por sus servicios, Mentor obtuvo del rey el permiso para que Memnón, Artabazo y los suyos, pudieran regresar a casa. Habían pasado 12 años en el exilio. Artabazo proporcionó al rey información valiosísima acerca de los planes de invasión de Filipo II, invasión que debía producirse tan pronto como hubiera sometido a las ciudades griegas.

## Defensor de Persia
Mentor falleció en el 340 a. C. y Memnón heredó sus tierras en la Tróade. Se casó con su ex cuñada Barsine con la que tuvo dos hijos, Eteocles y Phraates, el primero 4 años mayor que el segundo. Esperó ser nombrado comandante en jefe de las fuerzas persas del oeste, cargo para el que ni Artajerjes III, ni Artajerjes IV ni Darío III contaron con él. Probablemente fue un gran error: Memnón podría haber parado la posterior invasión macedonia.
En el 336 a. C., los macedonios iniciaron las hostilidades comandados por Parmenión, el general de confianza de Filipo. Parmenión demostró no ser una amenaza para Memnón, ya que fue derrotado por el rodio en Magnesia, quedando aislado en el noroeste de la actual Turquía. El éxito de Memnón puede explicarse parcialmente por el hecho que Alejandro había sucedido ya a su padre Filipo y necesitaba el ejército en el 335 a. C. para restaurar el orden en Macedonia, por lo que le era imposible enviar refuerzos a Parmenión.
En el 334 a. C. Alejandro se unió a Parmenión. Desde ese momento los macedonios eran superiores numéricamente a los persas. Los líderes persas discutieron acerca de cuál era la mejor estrategia a seguir. Memnón propuso utilizar la flota persa para llevar la guerra a Macedonia a través del Egeo para intentar cortar las líneas de suministro al invasor, evitando todo combate terrestre. Esto habría obligado a Alejandro a volver. Es muy probable que la idea de Memnón fuera la mejor, pero el resto de líderes persas prefirieron entablar batalla.
Los persas se dirigieron al río Gránico. Si Alejandro se movía hacia el sur para tomar Éfeso o Mileto podrían atacar su retaguardia, y si se movía hacia al este en su dirección, su posición era lo suficientemente fuerte como para resistir el envite de un gran ejército. Los persas, sin embargo, fueron derrotados en la Batalla del Gránico en junio del 334 a. C.

## La contraofensiva
En ese momento Darío comprendió que la estrategia propuesta por Memnón era la mejor, así que ordenó a la flota persa a salir al Egeo. Los barcos tenían que venir de Chipre, Fenicia y Egipto, llegando tres días tarde para evitar la toma de Mileto. Sin embargo, Memnón, nombrado ya comandante supremo de las tropas persas, fue capaz de organizar una férrea defensa por mucho tiempo en Halicarnaso. La ciudad debía ser obligatoriamente tomada por los macedonios antes de partir al este, ya que en caso contrario podía ser utilizada para atacar su retaguardia. La capital de Caria fue finalmente conquistada pero Memnón pudo evacuarla a tiempo sin bajas inaceptables gracias a su dominio del mar, huyendo junto con el sátrapa Orontobates. De hecho, puede considerarse que la toma de Halicarnaso fue una victoria persa ya que Alejandro necesitó refuerzos tras tomarla, dando la oportunidad a los persas a reagruparse.
En ese momento, Memnón planeó la reconquista de las islas del Egeo. Él y Farnabazo III, hijo de Artabazo, comandaban una flota de 300 navíos de guerra. Su misión era amenazar el Helesponto para cortar las líneas de suministro de Alejandro y de paso llevar la guerra a Macedonia. Llegaron a entablar negociaciones con el rey agíada Agis III de Esparta, deseoso de liberar Grecia de la hegemonía macedónica. Esto ponía en serios aprietos la campaña de Alejandro. El macedonio no podía correr el riesgo de moverse hacia el este ya que podía perder Grecia.

## El inicio del fin del Imperio persa
Desafortunadamente (para los persas) o afortunadamente (para los macedonios), Memnón fallecía de causas naturales durante el asedio a Mitilene en agosto del 333 a. C.
Darío nombró a Farnabazo como su sucesor, y éste demostró ser un alumno aventajado de su cuñado Memnón. Consiguió muchos éxitos al principio aunque tras la batalla de Isos, Alejandro pudo capturar las ciudades fenicias y eso significó finalmente el desmembramiento de la flota persa y prácticamente el fin del imperio aqueménida.